# 博学路站 (郑州)
博学路站是郑州地铁1号线的车站，位于中华人民共和国河南省郑州市郑东新区（行政区划属金水区）博学路街道嘉园东路，地处郑州东站东广场商务区，开通于2013年12月28日。

## 车站结构
博学路站主体结构位于郑州东站东广场中轴线地下，呈东西向布置，为地下二层车站，B1層為站廳層，B2層為站台層。
| 1F  | 地面     | 所有出入口                                       | 所有出入口                                       | 所有出入口                                       |
| B1F | 站厅     | 客服中心、自动售票机、行李检查、闸机、车站控制室 | 客服中心、自动售票机、行李检查、闸机、车站控制室 | 客服中心、自动售票机、行李检查、闸机、车站控制室 |
| B2F | █ 1号线  | 往河南工业大学方向（郑州东站）                   | 往河南工业大学方向（郑州东站）                   | 往河南工业大学方向（郑州东站）                   |
| B2F | 岛式站台 | 卫生间                                           | 至站厅                                           |                                                  |
| B2F | █ 1号线  | 往河南大学新区方向（市体育中心）                 | 往河南大学新区方向（市体育中心）                 | 往河南大学新区方向（市体育中心）                 |

### 站厅
博学路站的站厅位于B1层，设有客服中心、自动售票机、行李检查等设施。站厅由闸机和栏杆分隔为付费区和非付费区，付费区内设有自动扶梯、步梯和无障碍电梯连接站台层。

### 站台
博学路站设一座岛式站台，位于B2层，安装有高站台门。站台呈东西向，南侧站台面由下行（河南大学新区方向）列车使用，北侧站台面由上行（河南工业大学方向）列车使用。在站台西端设有卫生间和母婴室。

### 出入口
博学路站设有A、B、C、D共4个出入口，连接地面与站厅非付费区。其中A、B口位于嘉园东路东侧，C、D口位于嘉园东路西侧。B口设有无障碍电梯。
该站各出入口信息如下表所示。
| 编号                | 指示     | 接驳交通 | 图片 |
| ------------------- | -------- | -------- | ---- |
|                     | 嘉园东路 |          |      |
|                     | 嘉园东路 |          |      |
|                     | 嘉园东路 |          |      |
|                     | 嘉园东路 |          |      |
| 注： 设有无障碍电梯 |          |          |      |

## 历史
博学路站于2013年12月28日随郑州地铁1号线一期工程开通运营而正式启用。
2022年12月7日起，博学路站受站外工程施工影响暂时关闭。2023年5月30日，博学路站恢复运营。